# Andronikov samostan
Andronikov samostan Odrešenika (rusko: Андро́ников монасты́рь, Спа́со-Андро́ников монасты́рь, ali Андро́ников Нерукотво́рного Спа́са монасты́рь) je nekdanji samostan na levem bregu reke Jauza v Moskvi, posvečen Sveti sliki Odrešenika, ki je ni naredila roka in vsebuje najstarejšo stavbo (zunaj Kremlja) v Moskvi. V njem je muzej staroruske umetnosti Andreja Rubljova, imenovan po najslavnejšem menihu te opatije.

## Moskovsko in cesarsko obdobje
Samostan je leta 1357 ustanovil metropolit Aleksej kot zahvalo za preživetje v nevihti. Njegov prvi iguman je bil sveti Andronik, eden od učencev Sergija Radoneškega. Obstoječa štiristolpna Odrešenikova cerkev je bila zgrajena od leta 1420 do 1427. Velik srednjeveški slikar Andrej Rubljov je zadnja leta svojega življenja preživel v samostanu in je bil tam pokopan. Poleg tega je bilo v prostorih samostana eno največjih množičnih grobišč bratov laikov (imenovanih скудельница, skudelnica).
V drugi polovici 14. stoletja se je zunaj obzidja Andronikovega samostana oblikovala samostanska četrt, ki je začela proizvajati opeko za gradnjo Moskovskega kremlja (1475). Samostan je bil od svojega začetka eno izmed središč kopiranja knjig v Moskovski veliki kneževini. Rokopisna zbirka samostana je vključevala večino del Maksima Grka. V tem samostanu je bil avgusta 1653 aretiran nadškof Avakum Petrov
Andronikov samostan je bil večkrat razstreljen (1571, 1611, 1812). Leta 1748 in 1812 so bili njegovi arhivi izgubljeni v požarih. V 19. stoletju sta bila v prostorih samostana bogoslovno semenišče in knjižnica. Leta 1917 je bilo v samostanu sedemnajst menihov in en novomašnik.

## Sovjetsko obdobje in naprej
Po ruski revoluciji leta 1917 je bil Andronikov samostan zaprt. Ena izmed prvih čekaških kazenskih kolonij (večinoma za tuje državljane) je bila znotraj zidov samostana.
Sovjeti so leta 1928 uničili nekropolo Andronikovega samostana, kjer so bili pokopani Andrej Rubljov in vojaki velike severne in domovinske vojne. Leta 1947 pa je bil Andronikov samostan razglašen za nacionalni spomenik.
Leta 1985 je bil v prostorih samostana odprt Centralni muzej starodavne ruske kulture in umetnosti Andreja Rubljova. Leta 1991 je bila Odrešenikova cerkev vrnjena Ruski pravoslavni Ccerkvi. Arheološka izkopavanja na ozemlju samostana leta 1993 so odkrila starodavni oltar in druge relikvije.

## Spomeniki
Od 1930-ih, ko so komunisti uničili Odrešenikovo cerkev v Lesu iz 14. stoletja, je samostanska cerkev pritegnila ponovno zanimanje kot najstarejša ohranjena v Moskvi. Posledično je njen sedanji videz rezultat kontroverzne sovjetske obnove (1959–1960), ki je želela odstraniti vse dodatke iz poznejših obdobij. Na njenih stenah ne ostaja nič drugega kot sledi fresk Andreja Rubljova in Danila Čjornija.
Drugi najstarejši spomenik (1504–1506) v samostanu je prostoren refektorij, tretja največja tovrstna stavba po Fasetni palači in samostanu Jožef-Volokolamsk. Sosednjo baročno cerkev je Eudoksija Lopuhina naročila leta 1694 v spomin na rojstvo svojega sina, carjeviča Alekseja in vsebuje grobnico družine Lopuhin.
Ogromno obzidje in stolpi iz 17. stoletja spominjajo na obdobje, ko je samostan branil vzhodne pristope pred Moskovskim kremljem. Leta 1795 so postavili neoklasicistični zvonik, enega najvišjih v Moskvi. Ta osupljiv zvonik je bil uničen v letih 1929–1932, njegove opeke pa so bile pozneje uporabljene pri gradnji bližnjih stavb.
- Utrjeni samostan se je uporabljal za zaščito pristopov do Moskve z juga..
- Cerkev nadangela Mihaela (1690., obnovljena  1960)
- Katolikon (1420-ih, obnovljen 1959)
- Kapela Dmitrija Donskega (2000–2001)

1. ↑   Arhivirano 2017-09-24 na Wayback Machine. Le Monastère du Sauveur Andronikov, Welcome2018.com
2. ↑   Arhivirano 2017-09-24 na Wayback Machine., André Roublev et l’ancien monastère Saint-Andronikov, Russie.net